# Inleggen

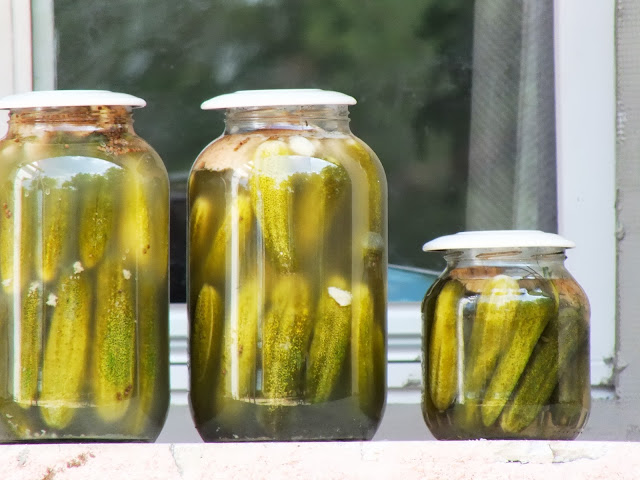
Het inleggen van augurken volgens Hongaars procedé

Inleggen is het conserveren van levensmiddelen door het in een conserveermiddel te leggen.
Dit kan door:
- het inleggen in zout, ook pekelen genoemd → pekelharing, pekelvlees, maar ook zuurkool
- het inleggen in zuur → tafelzuur, zure bom, piccalilly, rolmops, zilverui
- het inleggen van fruit in suiker, ook versuikeren of konfijten genoemd → sukade, bigarreaux
- het inleggen in siroop zoals dat gebeurt bij amarena-kersen
- het inleggen in alcohol → boerenjongens

Het wordt vaak ook aangeduid als inmaken, wat zowel inleggen als wecken kan zijn.